# エリトリアの国旗
エリトリアの国旗（エリトリアのこっき）は、1995年12月5日に制定された。
基本レイアウトは独立戦争のエリトリア人民解放戦線（EPLF）の旗からで、中央のオリーブのリースはエリトリアがエチオピアと連邦制をとっていた1952年当時のエリトリア国旗からとっている。EPLFの旗はリースではなく、黄色の星がこの場所にある。
緑は土地の肥沃さ、農業を表し、青は海を表す。赤は自由への闘争で流された血を表す。赤の使われている部分が左から右にかけて細くなっていき、右辺で消えているのは、この流血が将来無くなってほしいという願いを表している。

?エリトリア国旗（1952-1962）(2:3)
?独立時の国旗（1991-1995）(2:3)
エリトリア大統領旗(1:2)
?現在の国旗（縦横比2:3の別タイプ）
?独立戦争時の旧エリトリア人民解放戦線民主党の党旗(2:3)